# Nicolás Novello
Nicolás Novello (Cosenza, Italia, 20 de mayo de 1946), más conocido por su apodo «El Tano», es un exfutbolista y exentrenador italiano naturalizado argentino que se desempeñaba en la posición de delantero.
Se caracterizaba por ser un futbolista hábil, cerebral, de buen manejo del balón, de toque sutil y con mucha inteligencia a la hora de armar las jugadas. 

## Trayectoria

### Como futbolista
Nació el 20 de mayo de 1946 en la ciudad italiana de Cosenza, que entonces se encontraba sufriendo los efectos de la Segunda Guerra Mundial. La familia Novello decidió emigrar hacia Argentina en 1948, en busca de una mejor vida. Se establecieron en Buenos Aires. A su corta edad se nacionalizó argentino.
Ingresó a las divisiones inferiores de Boca Juniors, donde se desempeñó hasta el 26 de junio de 1966, día en que debutó en el primer equipo dirigido por Néstor Rossi frente a San Lorenzo de Almagro. Formó parte fundamental del histórico equipo de Boca en el año 1969, dirigido por Alfredo Di Stéfano, que logró consagrarse campeón en El Monumental.
Con el conjunto «xeneize» Jugó 135 partidos y marcó 23 goles, conquistó un total de 3 títulos, la Copa Argentina 1969, el Torneo Nacional de 1969 y el Torneo Nacional de 1970. Se mantuvo en las filas de Boca Juniors durante 6 años, para ser transferido en condición de préstamo al Atlante de México en el año 1973. Retornaría al conjunto de la ribera en el año 1974, para luego hacer escala en Banfield, en 1975. 
Un año más tarde, tras la insistencia del dirigente Abel Alonso por contar con sus servicios, sería transferido a la Unión Española de la Primera División de Chile. Durante la temporada 1976 fue coronado como el mejor jugador de la Primera División, además de marcar el mejor gol.Al año siguiente, aportó para que el conjunto hispano se coronará como campeón de la Primera División. A fines de la temporada 1978, y pese a la intención de Néstor Isella de transformarlo en refuerzo de Universidad Católica, finaliza su carrera como profesional.

### Como entrenador
En abril de 1979 comenzó su curso como entrenador, recibiendo dos años después el llamado de Unión Española para comandar la dirección técnica del equipo en la temporada 1981. Luego de rematar en 4to lugar, su contrato no es renovado, dirigiendo el primer semestre de 1982 a Regional Atacama.En el segundo semestre de 1982, reemplaza a Caupolicán Peña como entrenador de Unión Española, alcanzando sólo a dirigir al conjunto hispano por las primeras 13 fechas del torneo oficial.Regresa a Argentina, dirigiendo a Atlético Club San Martín entre 1983 y 1984, para luego formar parte del área técnica de las divisiones inferiores de Boca Juniors.

## Clubes

### Como futbolista
| Club               | País      | Año       |
| ------------------ | --------- | --------- |
| Boca Juniors       | Argentina | 1966-1974 |
| → Atlante (cedido) | México    | 1973      |
| Banfield           | Argentina | 1975      |
| Unión Española     | Chile     | 1976-1978 |

### Como entrenador
| Club                     | País      | Año       |
| ------------------------ | --------- | --------- |
| Unión Española           | Chile     | 1981      |
| Regional Atacama         | Chile     | 1982      |
| Unión Española           | Chile     | 1982      |
| Atlético Club San Martín | Argentina | 1983-1984 |

## Palmarés

### Como jugador

#### Campeonatos nacionales
| Título           | Club           | País      | Año  |
| ---------------- | -------------- | --------- | ---- |
| Primera División | Boca Juniors   | Argentina | 1969 |
| Copa Argentina   | Boca Juniors   | Argentina | 1969 |
| Primera División | Boca Juniors   | Argentina | 1970 |
| Primera División | Unión Española | Chile     | 1977 |

### Distinciones individuales
| Distinción                | Año  |
| ------------------------- | ---- |
| Mejor futbolista de Chile | 1976 |